# ГАЗ-24
ГАЗ-24 «Волга» — легковий автомобіль середнього класу (Клас E) сімейства «Волга», прийшов на зміну моделі ГАЗ М-21 «Волга» у 1967 році (по 1970 рік вироблявся на ГАЗі паралельно з ГАЗ-21, який, до речі, деякі заводи виробляли аж до 1973 року).
Випускався Горьківським автозаводом аж до 1992 року. Широко використовувався як таксі, а також в багатьох державних організаціях. Ціна автомобіля в СРСР у різні роки варіювалася від 8500 до 16500 радянських рублів, що робило його найдорожчим з тих, що надходили у загальний продаж в той час, і в той же час недоступним для більшості потенційних покупців. Модернізована конструкція шасі і двигуна хоч і відрізнялась надійністю, але потребувала постійного догляду, і не відповідала сучасним вимогам. Попри це, автомобіль випускали понад 15 років.
У дизайні і конструкції автомобіля відверто простежуються спільні риси з автомобілями Chevrolet Impala 1963 року та Holden HR 1966 року.

## Періодизація випуску
Протягом свого випуску «Волга» ГАЗ-24 істотно модернізувалася два рази — в 1976—1978 і 1985—1987 роках. За змінами, що вносяться в конструкцію, випуск ГАЗ-24 можна умовно розділити на три частини згідно з внесеними заводом суттєвими змінами у зовнішній вигляд та конструкцію. Цей поділ носить умовний характер і заводом не використовувався.

### «Перша серія»

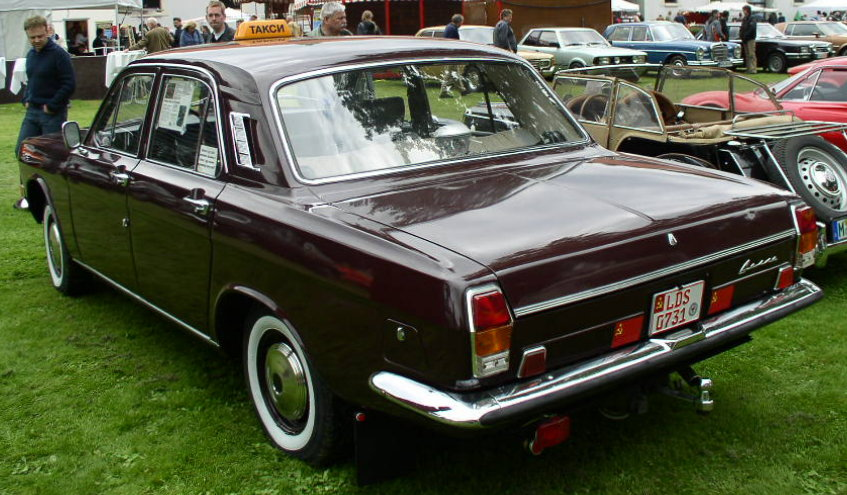
ГАЗ-24 «Волга» (1970—1977)

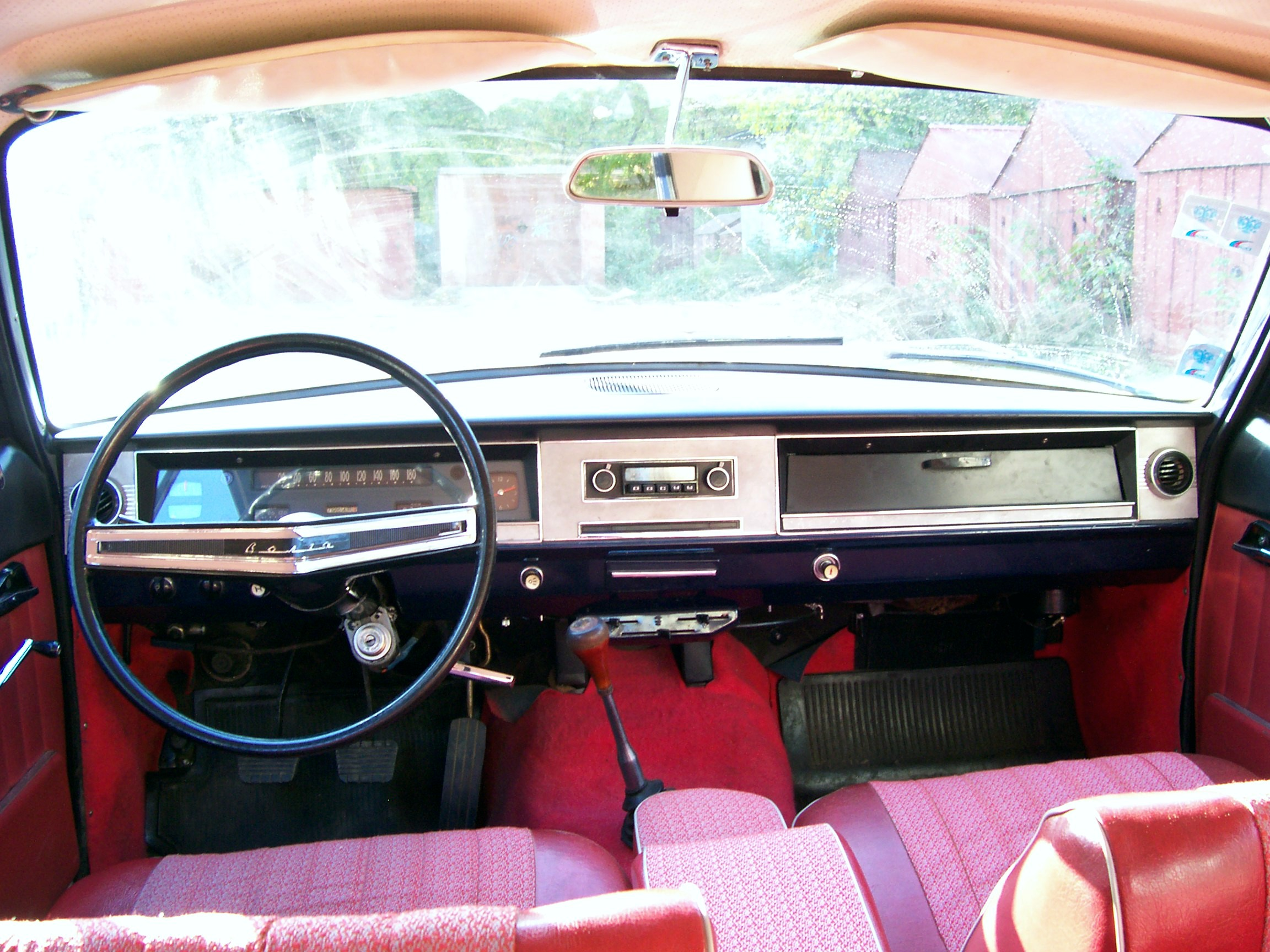
салон ГАЗ-24 «Волга» (1970—1977)

ГАЗ-24 випуску 1970—1977 років умовно можна виділити як перше покоління, або, згідно з термінологією, загальноприйнятою стосовно «Побєди» і ГАЗ-21 — першу серію ГАЗ-24.
Відмінні особливості всіх автомобілів «першої серії» — бампери без ікол, але з хромованими боковинами таблички номерного знаку під переднім бампером, окремі від задніх ліхтарів катафоти на задній панелі кузова, панель приладів з обтягнутою чорним шкірзамінником верхньою частиною і пофарбована під колір кузова нижній, чорні зі вставками під слонову кістку рукоятки на панелі приладів, оздоблювальні панелі дверей з вертикальним малюнком, переднє сидіння диванного типу з трьох частин з незалежним регулюванням і центральним підлокітником.
Автомобіль постійно піддавався незначним удосконаленням. Зокрема, до 1975 року: видалили з конструкції системи охолодження двигуна автоматичну муфту включення вентилятора, яка показала ненадійність своєї роботи; змінили форму зовнішнього дзеркала заднього виду; встановили новий, більш зручний і надійний замок багажника; стали встановлювати нові ресори з параболічним профілем листів; замок запалювання уніфікували з автомобілями ВАЗ; спідометр оригінальної конструкції (стрічковий) замінили на традиційний стрілочний, більш довговічний; на задні стійки даху встановили стоянкові вогні, що світилися при виході пасажирів і т. д.

### «Друга серія»

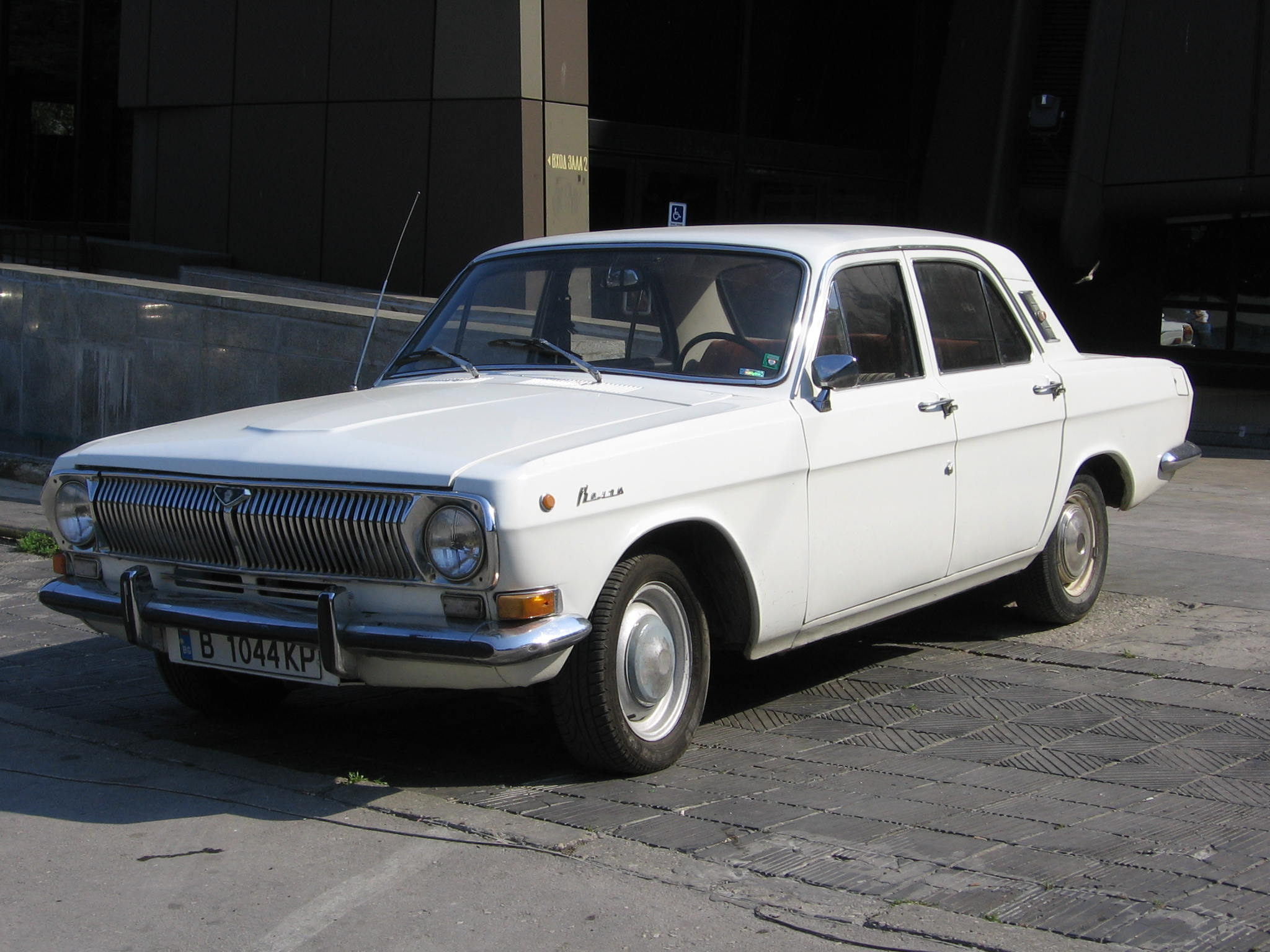
ГАЗ-24 «Волга» (1977—1985)

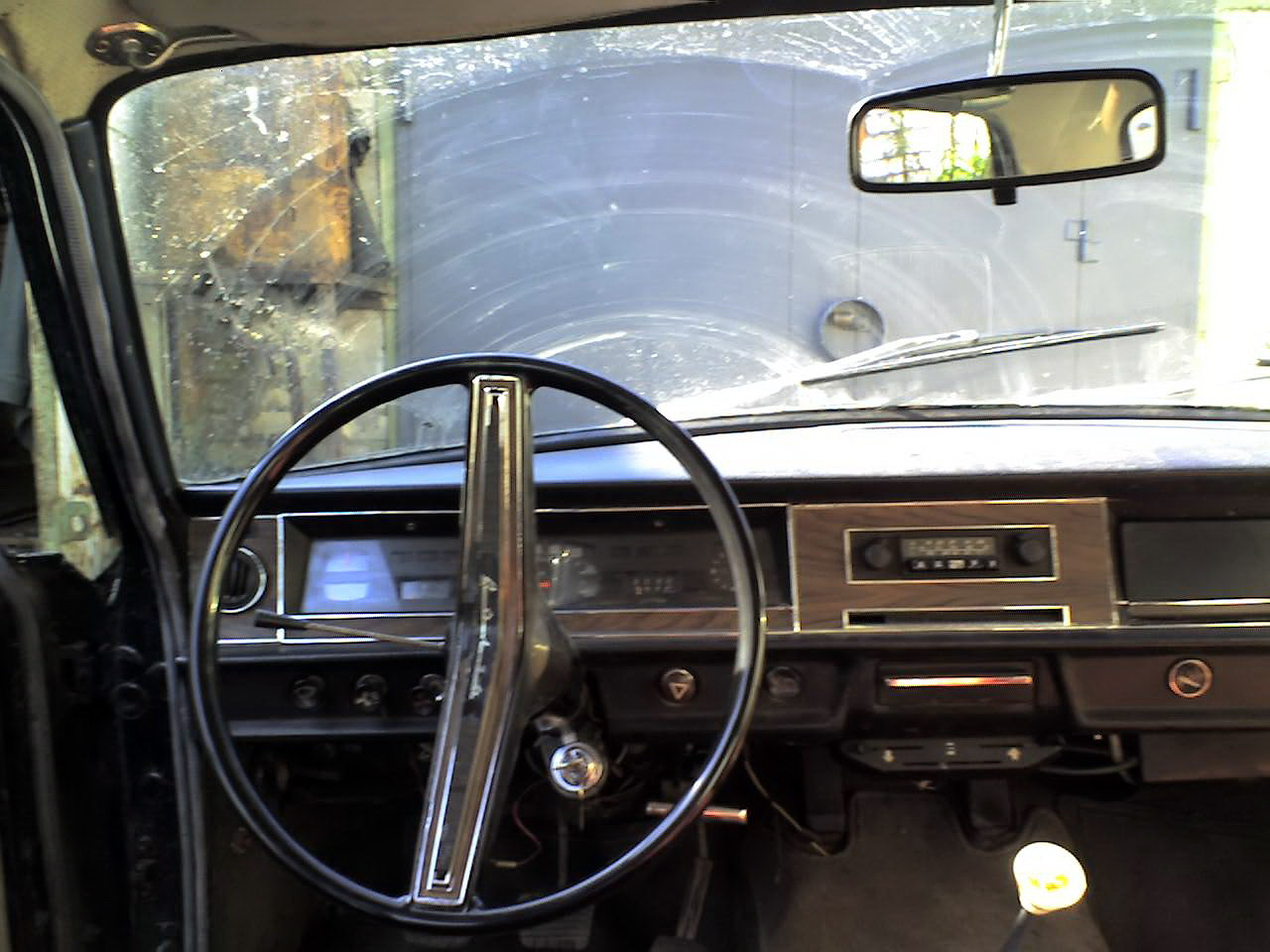
Салон ГАЗ-24 «Волга» (1977—1985)

Протягом 1976—1978 років сталася перша серйозна модернізація ГАЗ-24, що можна вважати початком випуску другого покоління, або другої серії ГАЗ-24.
У ці роки машина отримала «ікла» на бамперах, протитуманні фари на передньому бампері, задні ліхтарі з вбудованими катафотами, салон зі зміненим оформленням, в якому практично всі металеві деталі для безпеки були закриті м'якими пластиковими накладками, оздоблювальні панелі дверей з горизонтальним малюнком, статичні ремені безпеки спереду і ззаду (що вимагало видалення підлокітника з конструкції переднього сидіння), нову оббивку сидінь; були й інші, дрібніші зміни.
У такому вигляді машина випускалася до 1985 року з мінімумом модернізацій.

### «Третя серія» (ГАЗ-24-10)

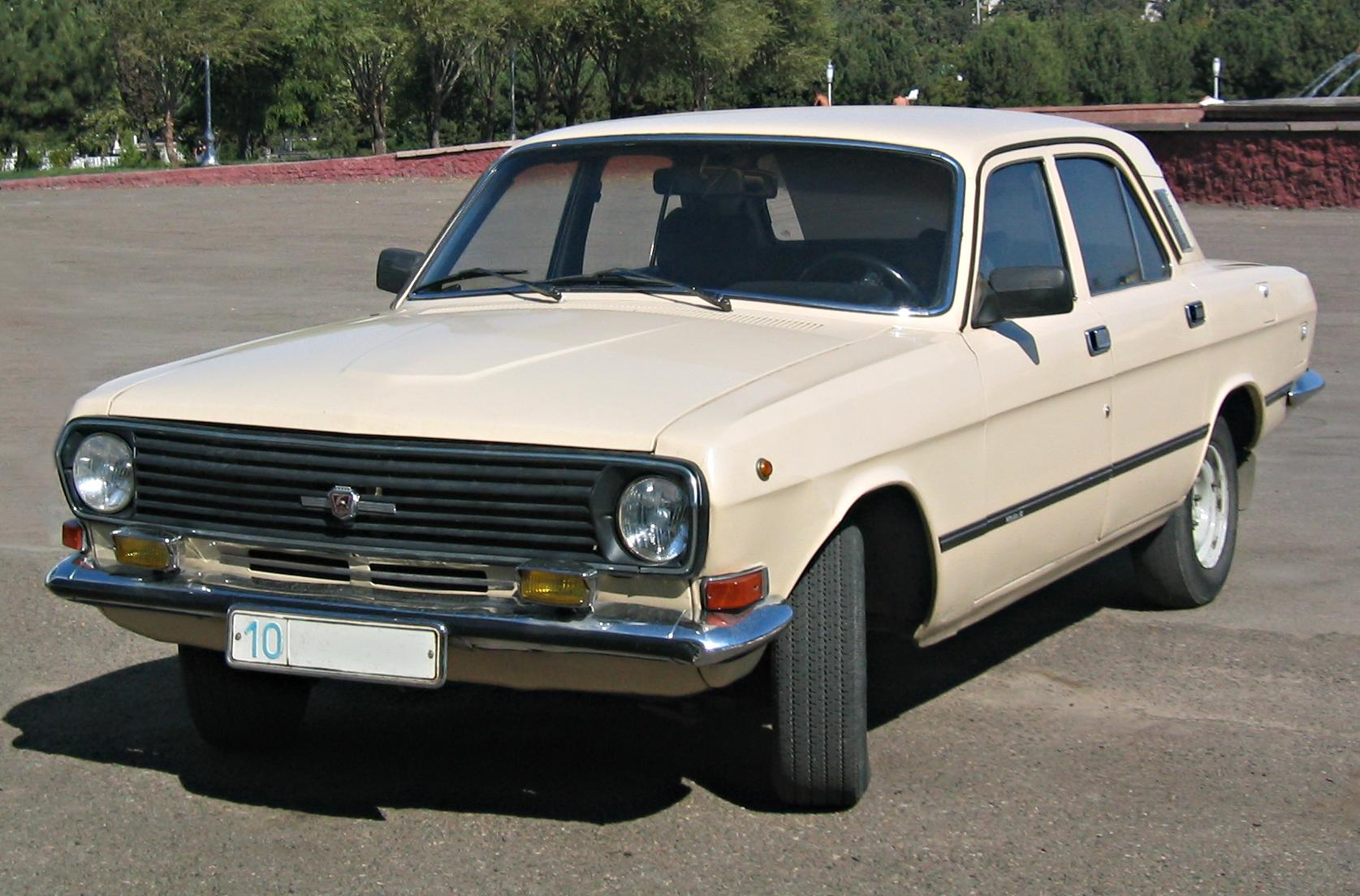
ГАЗ-24-10 «Волга» (1985—1992)

У середині 1980-х років машина знову була модернізована, цього разу — більш істотно і радикально. Результатом цього стала модель ГАЗ-24-10, яку можна назвати третім поколінням, або третьою серією ГАЗ-24.
Впровадження модернізованих вузлів і в цей раз відбувалося поступово — від пластикової решітки радіатора, що з'явилася на експортних автомобілях наприкінці 1970-х років, до закінчення оновлення універсала, що стався в 1987 році. У 1985 році випускали «перехідний» варіант седана, який поєднував у різних пропорціях риси ГАЗ-24 і 24—10 і одержали неофіційну позначення ГАЗ-24М.
Раніше, в 1982 році, в серію був запущений автомобіль ГАЗ-3102 для обслуговування державних установ (знаходився в розробці з 1976 року), що використовував серйозно перероблені кузов, двигун, трансмісію і підвіску ГАЗ-24 — він став родоначальником сімейства автомобілів «Волга», що знаходиться на конвеєрі досі.
ГАЗ-24-10 випускалася до 1992 року, після чого був замінений у виробничій програмі на ГАЗ-31029, який являв собою агрегати ГАЗ-24-10 в оновленому кузові на основі кузова моделі ГАЗ-3102.

## Статистичні дані
Усього до 1992 року був випущено 1481561 автівок ГАЗ-24 та ГАЗ-24-10; це була наймасовіша легкова модель в історії заводу.

## Огляд основних модифікацій

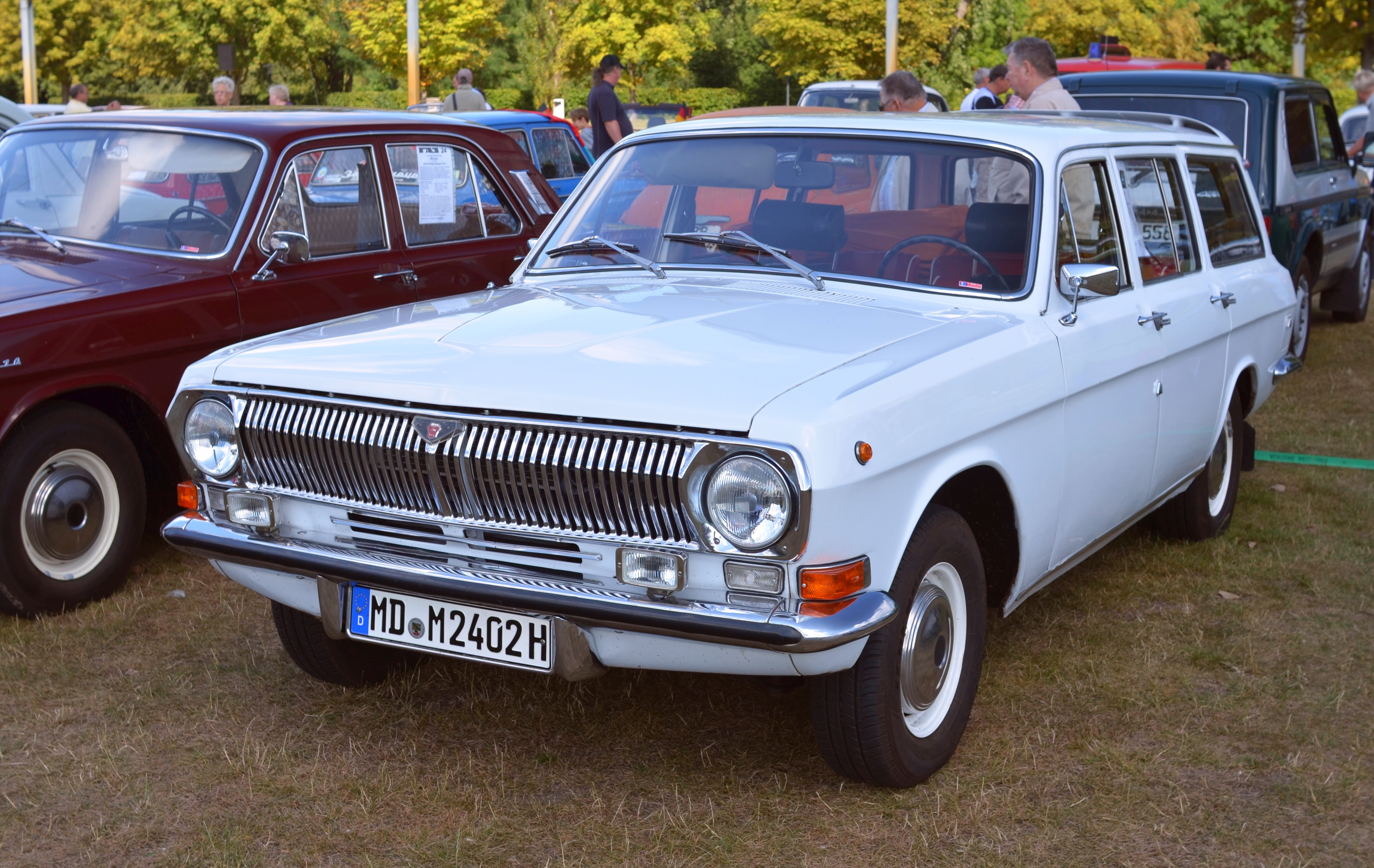
ГАЗ-24-02 «Волга» (1972—1987)

- ГАЗ-24-01, що випускалася з 1970-1971 роки для роботи в таксі. Оснащувалася дефорсованим двигуном ЗМЗ-24-01, спеціальним маркуванням кузова типу «шашечки», ліхтарем зеленого кольору «вільний», обробкою салону з шкірозамінника, допускає санобробку; замість приймача — таксометр.
- ГАЗ-24-02, випускалася серійно в 1972-1986 роках з п'ятидверним кузовом типу універсал.
- ГАЗ-24-03, санітарний автомобіль на базі ГАЗ-24-02.
- ГАЗ-24-04, з п'ятидверним кузовом універсал для роботи в таксі. Оснащувалася дефорсованим двигуном ЗМЗ-24-01, спеціальним маркуванням кузова типу «шашечки», ліхтарем зеленого кольору «вільний», обробкою салону з шкірозамінника, допускає санобробку; замість приймача — таксометр на базі ГАЗ-24-02.
- ГАЗ-24-07, що випускалася в 1977-1985 роках для роботи в таксі, оснащувалася газобалонною установкою.
- ГАЗ-24-24, версія для спецслужб, т. зв. «догонялка» або «машина супроводу», оснащувалася модифікованої силовою установкою від ГАЗ-13 «Чайка» — двигуном ЗМЗ-2424, V8, 5,53 л, 195 к. с. і триступеневою автоматичною коробкою передач, а також гідропідсилювачем рульового керування. Мала посилені кузов та ходову частину. Максимальна швидкість — до 170 км/год.
- ГАЗ-24-54, правокермова експортна модифікація (випущено менше 1000 примірників).
- ГАЗ-24-76і24-77, машинокомплекти седана і універсала, відповідно, для Бельгії під комплектацію фірмою Scaldia-Volga дизелем Peugeot Indenor.
- ГАЗ-24-95- дослідна повноприводна модифікація, створена з використанням агрегатів ГАЗ-69, характерна особливість конструкції — відсутність рами. На початку 1974 року випущено 5 штук, один примірник обслуговував Л. І. Брежнєва в мисливському угідді Завидово, друга деякий час залишалася в ОКБ ГАЗ. Решта машин були розподілені по відомствах в Горькому та області — в обком партії, військовим, в міліцію; досі збереглися дві машини — Завидовська й обкомівська.

Також існують такі модифікації, як чотиридверні парадні кабріолети і пікапи / фургони. Це не продукція заводу ГАЗ: кабріолети робив у дуже невеликій кількості для військових парадів в округах Бронницький військовий авторемонтний завод, фургони і пікапи — цивільні ремзавод зі списаних звичайних седанів і універсалів.

### ГАЗ-24-24
Ще з 1930-х років на Горьківському автозаводі малими серіями випускали швидкохідні автомобілі середнього класу для силових відомств. Після випуску таких машина на базі ГАЗ-М-1 (варіант з американським Ford Flathead V8), «Перемоги» (ГАЗ-М-20М з 90-сильним двигуном від «ЗіМ»-а) і ГАЗ-21 (ГАЗ-23), в 1974 році вийшов пуск в малу серію автомобіля ГАЗ-24-24 на базі серійного седана ГАЗ-24.
Офіційно ГАЗ-24-24 іменувався «швидкохідний автомобіль» або «машина супроводу», основним його завданням була служба в 9-му управлінні КДБ СРСР (попередник сучасної ФСТ) — супровід урядових «ЗіЛ» і «Чайок», для чого була потрібна машина, здатна йти з ними «на рівних». Найбільш простим і дешевим методом забезпечити це виявилася установка двигуна і трансмісії від тієї ж «Чайки» в модифікований кузов ГАЗ-24. Неофіційно в КДБ її називали — «дубль», також поширено неофіційну назву «догонялки».
Зовні автомобіль не відрізняється від серійної «Волги». Єдиною помітною відмінністю був підлоговий важіль автоматичної коробки передач, форма якого злегка відрізнялася від штатного (він був зігнутий в основі). Частина машин мала тільки педаль гальма. В іншому випадку, встановлювалися дві спарені педалі, обоє працювали як гальмо. На пізніх випусках міг зустрічатися і варіант з одним широким педаллю гальма (як на іноземних автомобілях з АКПП), такий варіант використовувався на швидкохідному седані ГАЗ-31013 на базі ГАЗ-3102.
Технічно, в машині був доопрацьований стандартний кузов ГАЗ-24 з іншими, більш потужними передніми лонжеронами та іншими заходами посилення, в який встановлювався двигун моделі ЗМЗ-2424 — алюмінієвий верхнеклапанний V8 з одним распредвалом в розвалі блоку циліндрів, 5530 см³, 195 к.с., — спарений з триступеневої коробкою-автоматом з перемиканням важелем-селектором в підлозі. Цей двигун мав суттєві відмінності від схожого двигуна ГАЗ-13 і дуже нагадував двигун ГАЗ-23, і мав таку ж випускну систему із зведеними в одну трубу після глушника двома трактами. Задній міст мав головну пару ГАЗ-23 з зменшеним щодо штатної передавальним числом (3,38:1). Крім того, автомобіль мав посилену підвіску і гідропідсилювач рульового управління з окремим робочим циліндром (не вбудованим в рульовий механізм).
На автомобілях могли встановлюватися системи спецзв'язку та світлової сигналізації для подачі сигналів під час руху в колоні, дослідження цього спецобладнання утруднено через те, що перед продажем списаних машин воно в обов'язковому порядку демонтувалося.
Машини збиралися вручну (тому були суттєві відмінності між окремими екземплярами), фарбувалися за «Чайковський» технології, з гарним антикором, іноді за спецзамовленням могли забезпечуватися нестандартним інтер'єром з велюру або плюшу, можливо, кондиціонером.
Питання технічних характеристик та динамічних можливостей автомобіля залишається не до кінця з'ясованим дотепер. У посібнику з експлуатації була вказана максимальна швидкість 160 км/год. Також нез'ясованим є питання про загальну кількість випущених екземплярів. Виходячи з припущення про те, що річні масштаби випуску ГАЗ-23 і ГАЗ-24-24 приблизно збігалися, повинно було бути випущено трохи більше тисячі таких автомобілів (ГАЗ-23 було випущено 608 примірників за 8 років).
ГАЗ-24-34 — варіант тієї ж модифікації на базі ГАЗ-24-10 з відповідними зовнішніми відмінностями. Двигуни — ЗМЗ-503 (один чотирьохкамерний карбюратор) і ЗМЗ-505 (два синхронізованих чотирьохкамерних).
Проблеми в експлуатації «Волг» з V8 — в силу тієї ж суті ті ж, що і у американських маслкарів: погана керованість, неефективні гальма, величезний витрата палива і т. д. Крім того, є специфічні проблеми з живучістю підвісок і кузовів, викликані, очевидно, низькою якістю вітчизняного дорожнього покриття. Слабким місцем цих автомобілів також вважається гідравлічний сервопривід рульового управління.

## Прототип
Існує непідтверджена думка, що дизайн ГАЗ-24 був скопійований з Chevrolet Chevy II Nova (1963). І хоча в цих автомобілів справді є деякі спільні риси зовнішнього вигляду, що є результатом слідування автомобільній моді тих років, вони мають також багато зовнішніх відмінностей. 

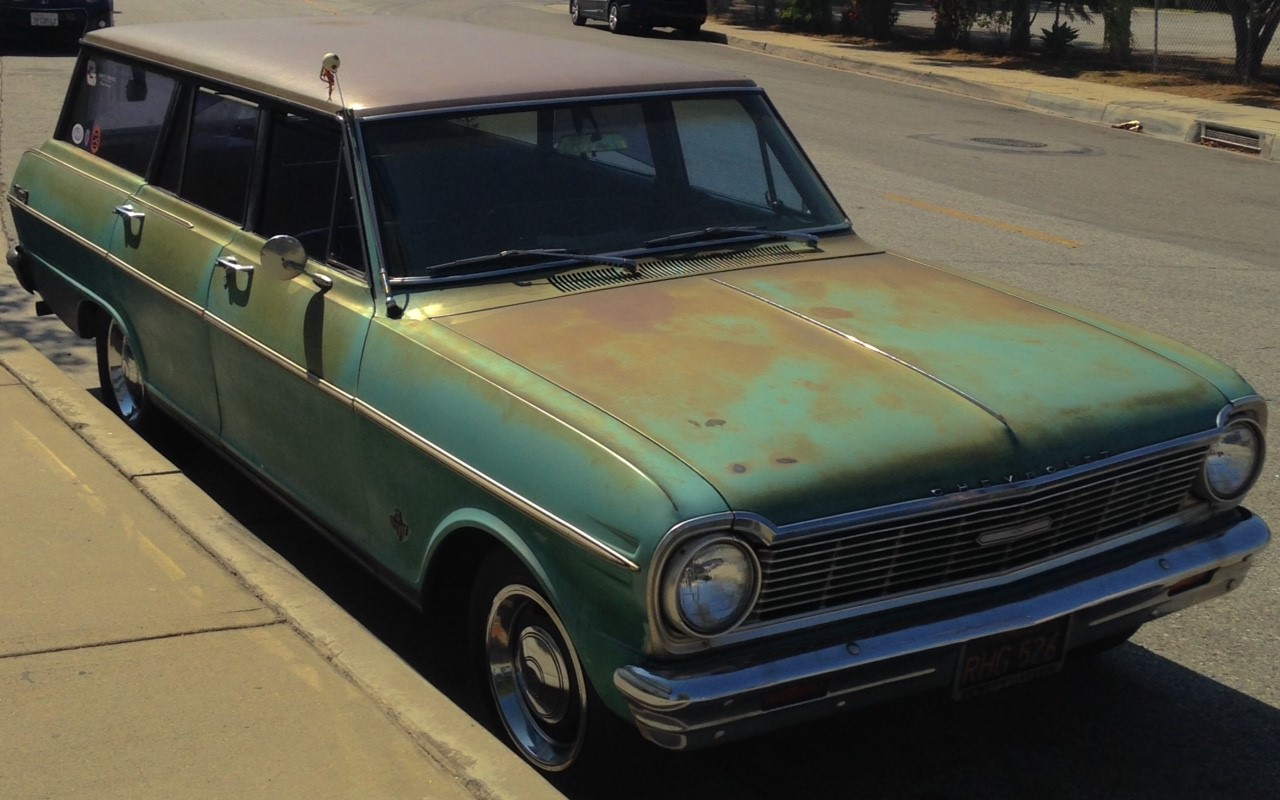
Chevrolet Chevy II Nova Wagon
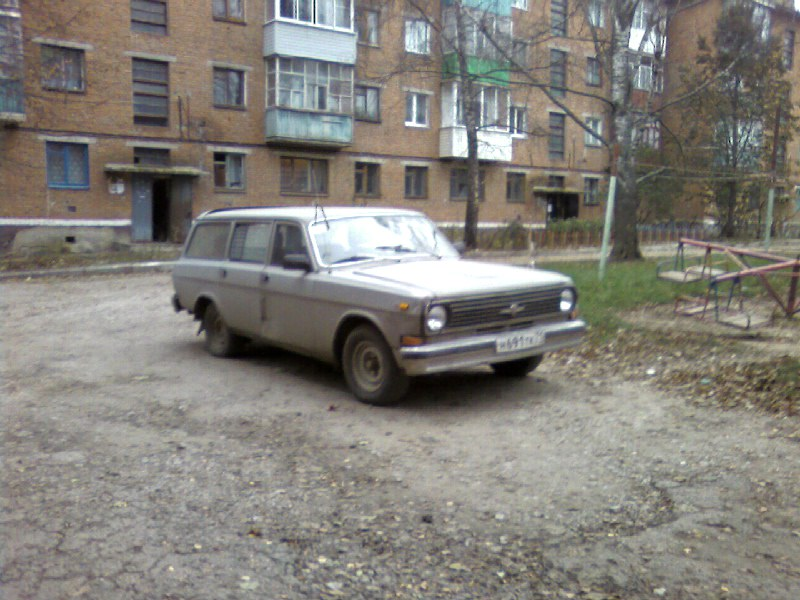
ГАЗ-24-12(універсал на базі ГАЗ-24-10)
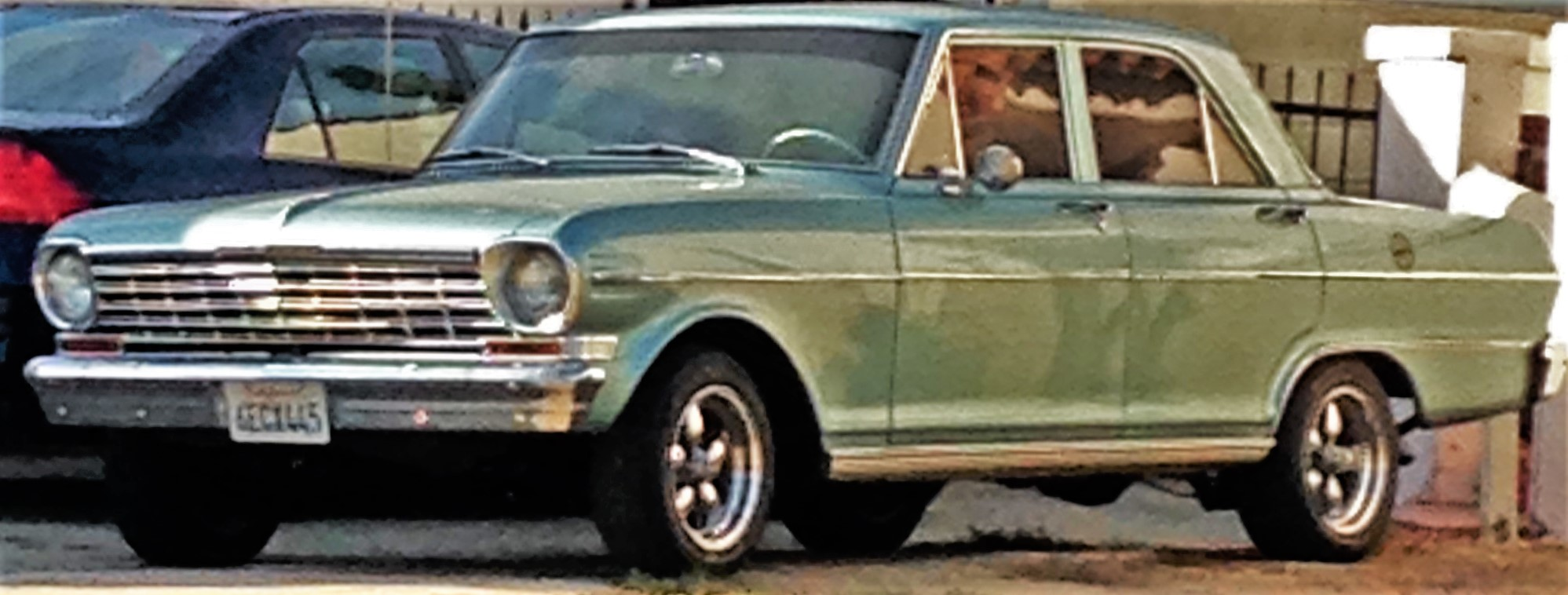
Chevrolet Chevy Nova II Sedan
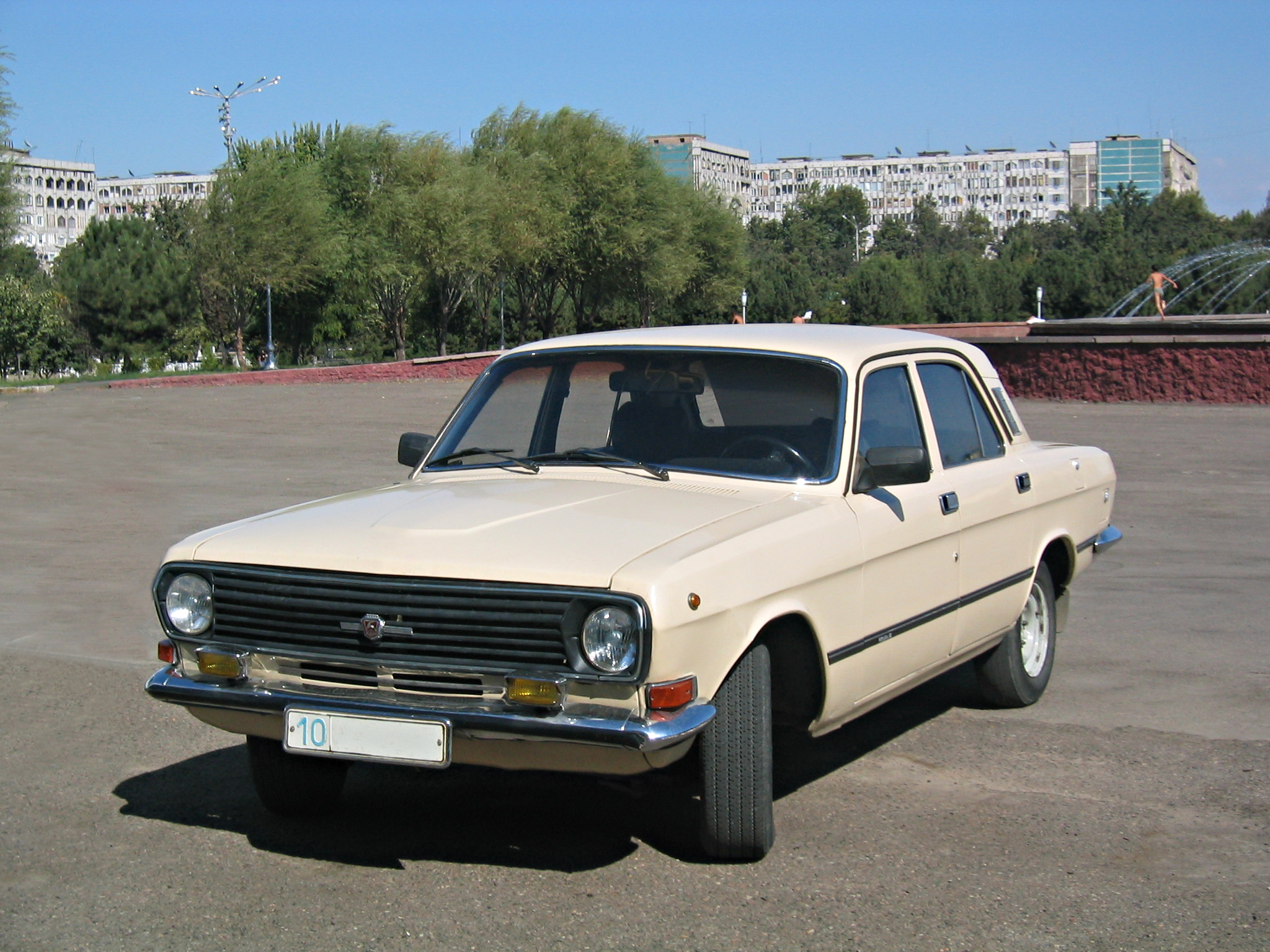
ГАЗ-24-10
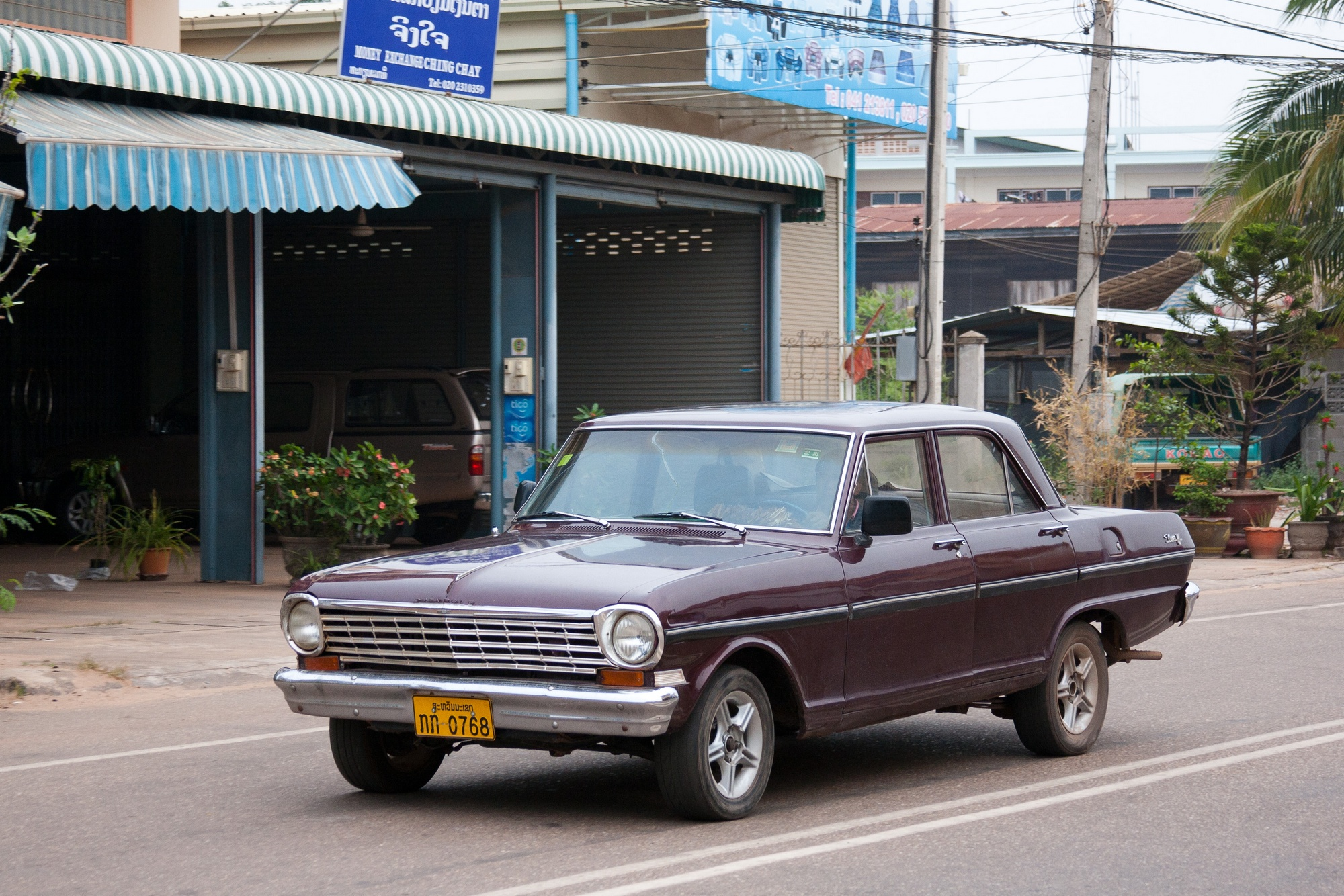
Chevrolet Chevy Nova II Sedan
ГАЗ-24 "Волга"
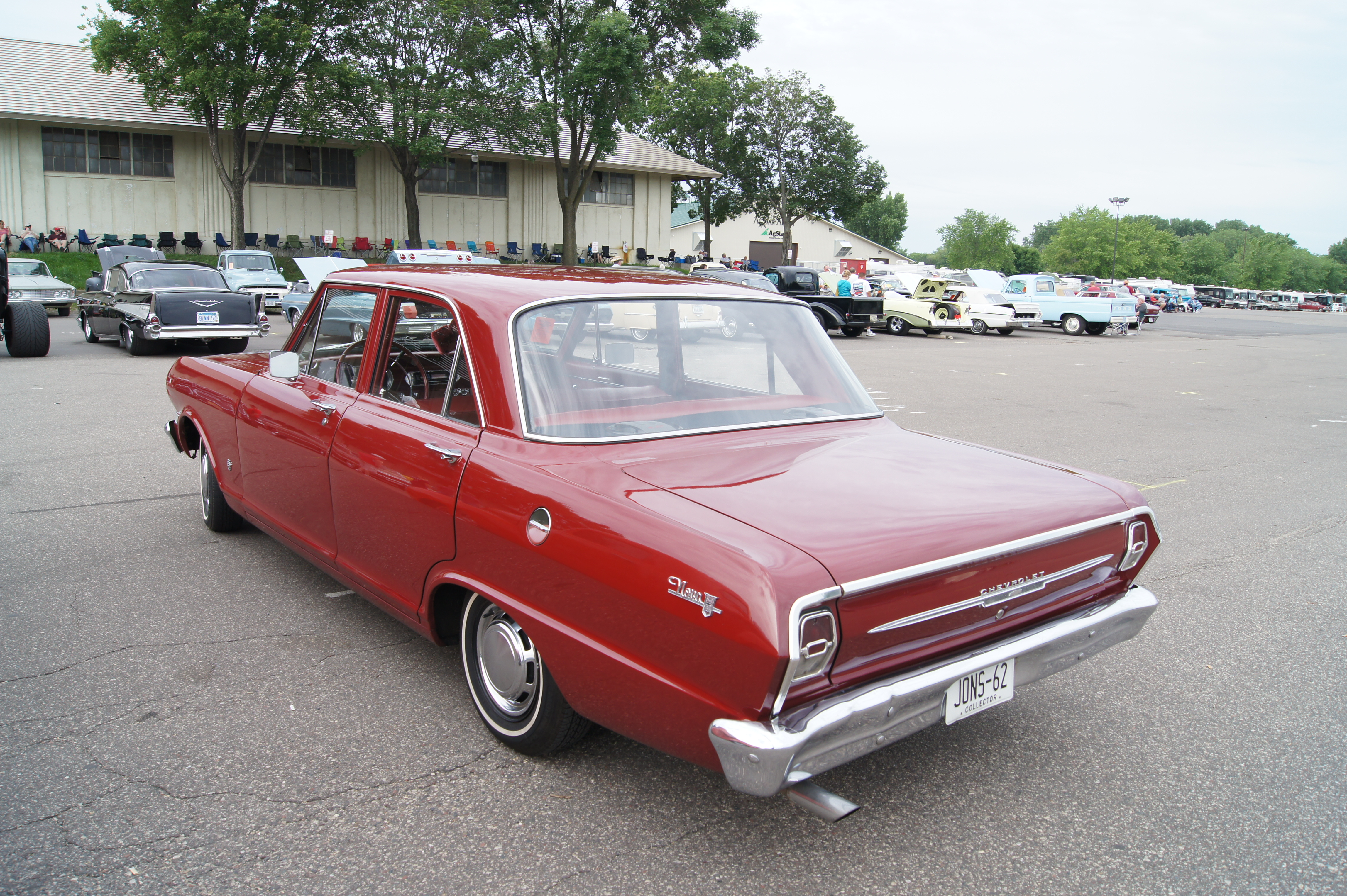
Chevrolet Chevy II Nova, вид ззаду
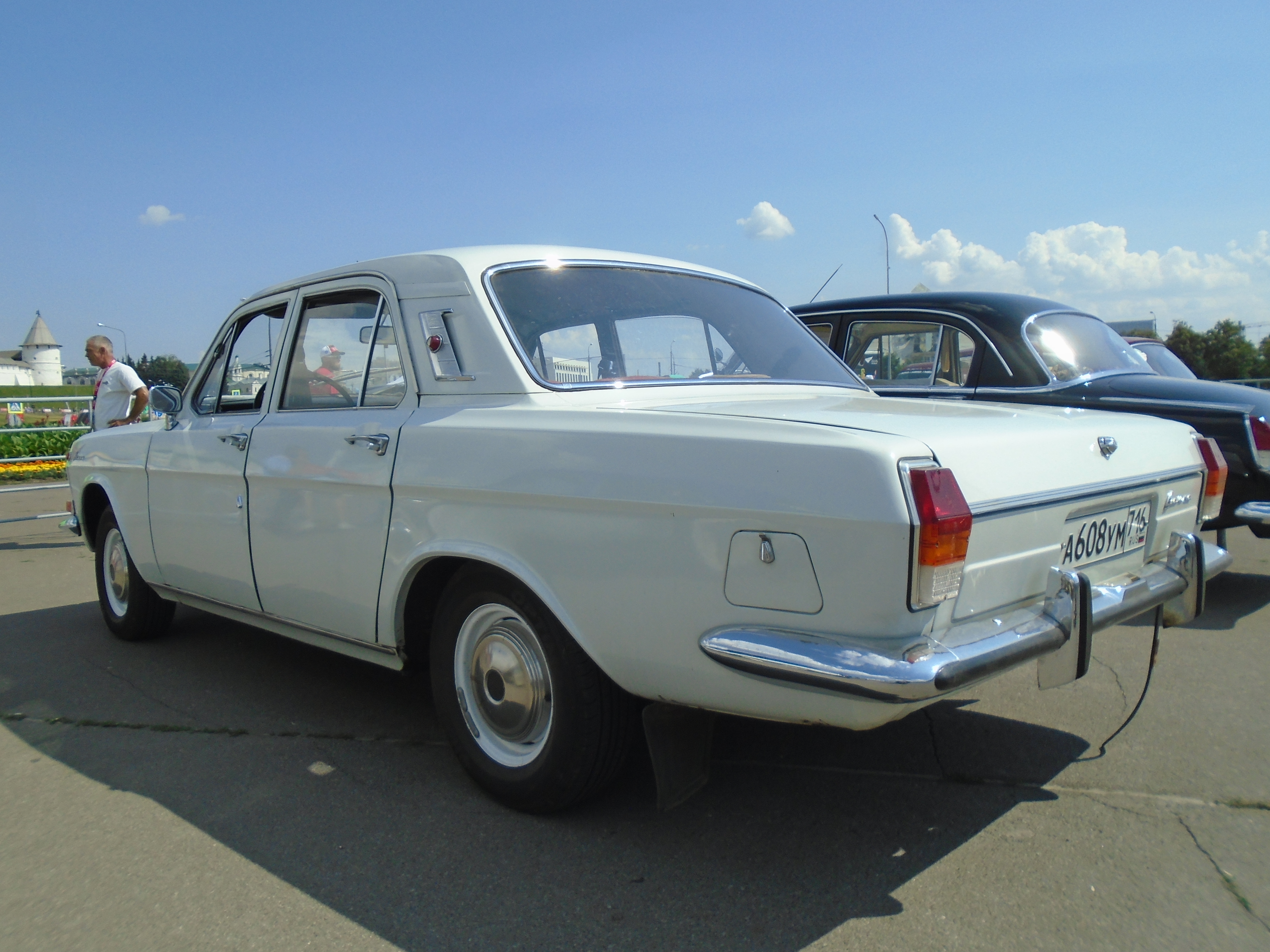
ГАЗ-24, вид ззаду
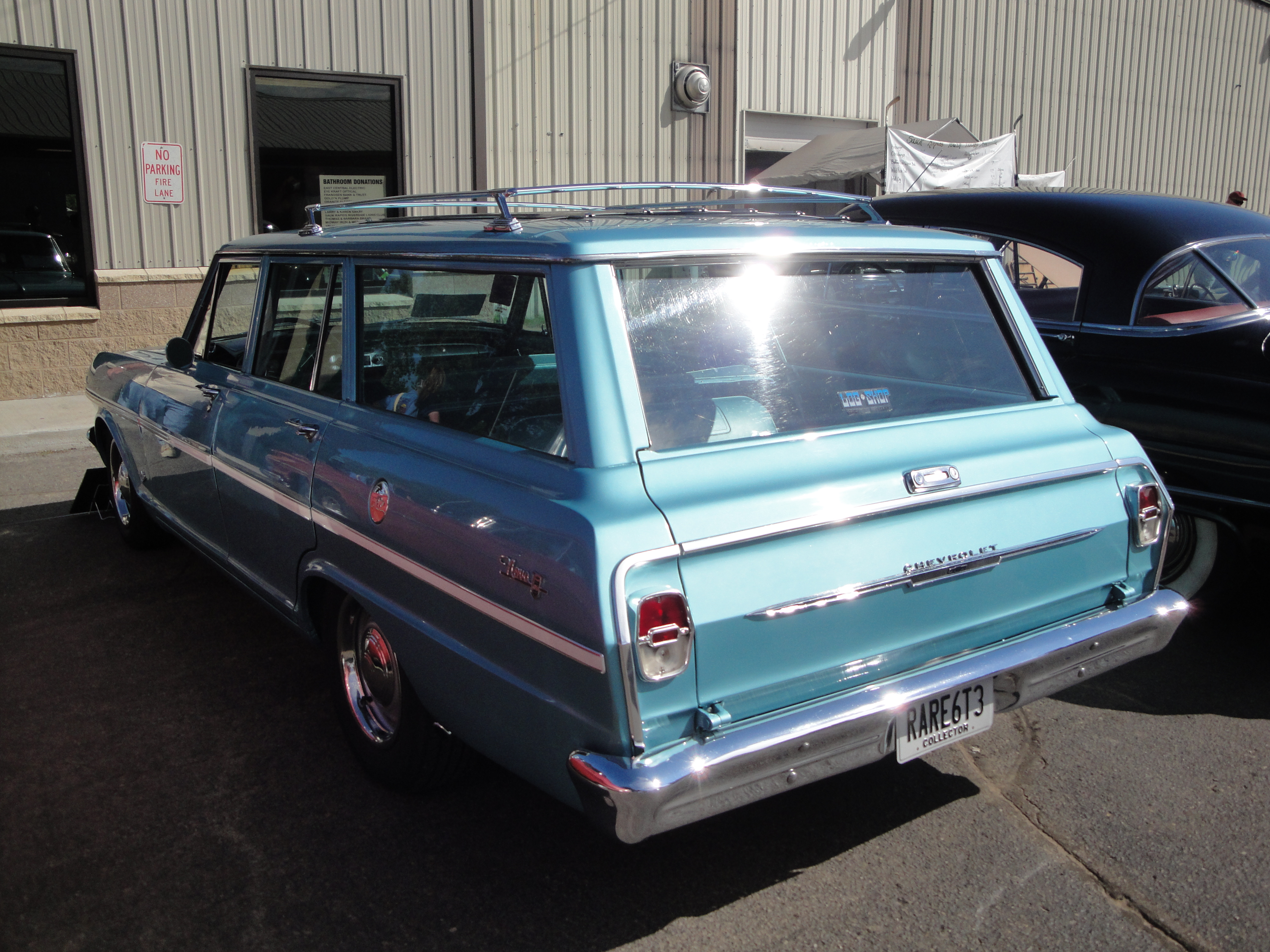
Chevrolet Chevy II Nova
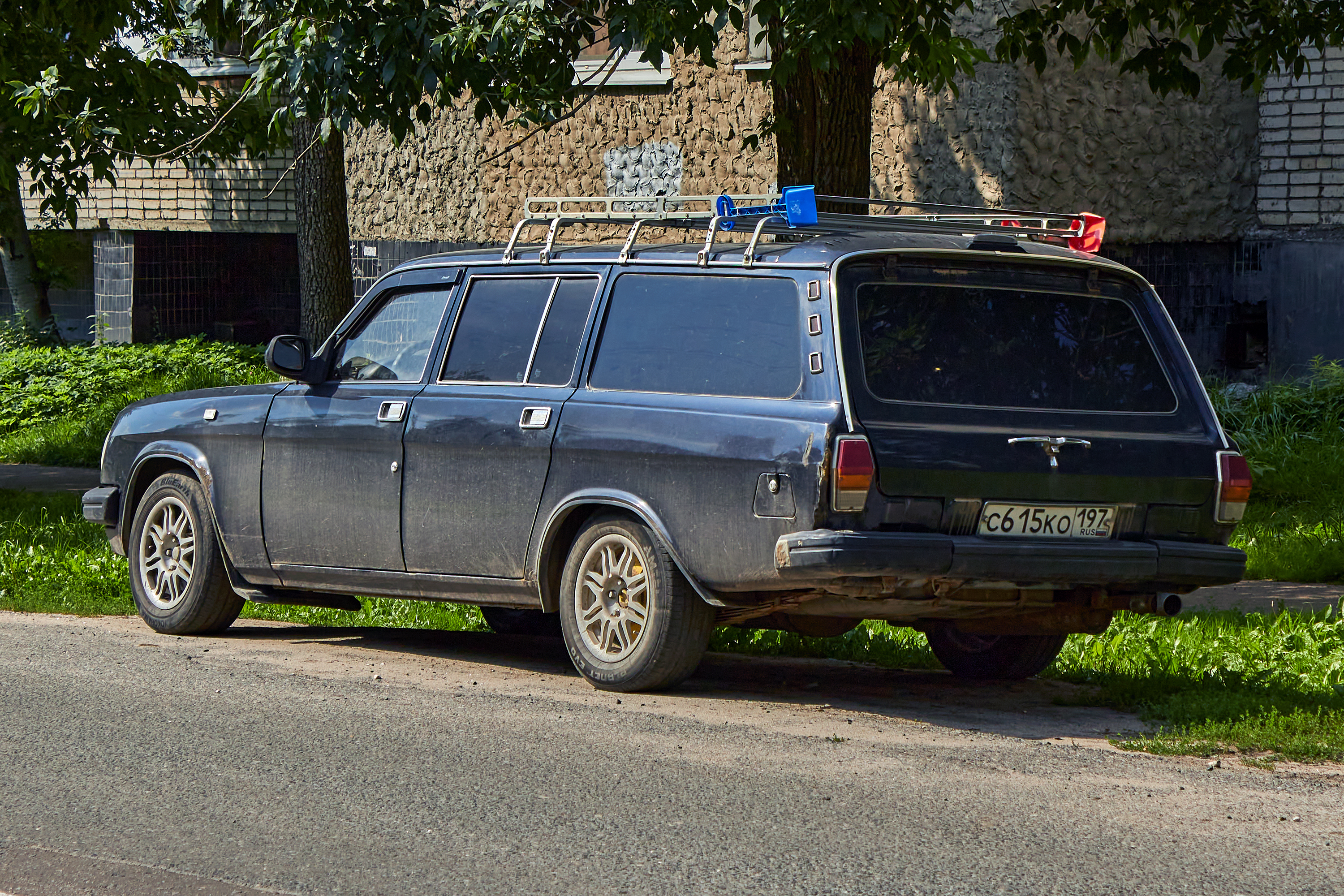
Газ-24

### Аналоги
Chevrolet Chevy II Nova (1963)
Chrysler AP5 Valiant (1963)
Ford Falcon (1963)
Plymouth Valiant (1964)
Jeep Wagoneer (1968)
Dodge 330 (1964)